# Mycodiplosis tianschanicus
Mycodiplosis tianschanicus är en tvåvingeart som beskrevs av Fedotova 1997. Mycodiplosis tianschanicus ingår i släktet Mycodiplosis och familjen gallmyggor. Inga underarter finns listade i Catalogue of Life.